# Прапор Кременецького району
Пра́пор Кремене́цького райо́ну — офіційний символ Кременецького району Тернопільської області, затверджений 21 червня 2007 року рішенням сесії Кременецької районної ради.

## Опис
Прапор являє собою прямокутне полотнище зі співвідношенням сторін 2:3, яке складається з трьох рівновеликих горизонтальних смуг — верхньої жовтої, середньої синьої та нижньої зеленої (співвідношення їх ширини 2:1:2). Від древка йде вертикальна червона смуга (завширшки 1/3 довжини прапора) із білим лапчастим хрестом посередині (розмах ремен хреста рівний 1/4 довжини хоругви).